# پلیکان (گروه موسیقی)
پلیکان (Pelican) یک گروه موسیقی از نوع کوارتت است که در ژانر پست-متال فعالیت می‌کند. این گروه از سال ۲۰۰۰ در شهر دس‌پلینز، ایلینوی در آمریکا آغاز به کار کرد و برای استایل تقریباً به طور کامل بی‌کلام و جوسازی‌شده خود شناخته می‌شوند.
این گروه تا سال ۲۰۱۷ پنج آلبوم استودیویی و چهار EP منتشر کرده است.
آلبوم چهارم این گروه که اواخر اکتبر ۲۰۰۹ به نام What We All Come to Need منتشر شد از آثار مشهور گروه است و در آن از چند موزیسین میهمان استفاده شد، آدام تورنر (en) خواننده و گیتاریست گروه پست-متال آیسیس به عنوان میهمان قطعاتی با گیتار روی "What We All Come to Need" اجرا کرد، این اولین آلبوم گروه بود که شامل قطعه‌ای با وکال می‌شد، قطعه "Ephemeral" که به طور اورجینال در اوایل ژوئن ۲۰۰۹ در یک EP با همین نام منتشر شد برای قرار گرفتن در این آلبوم تحت ضبط دوباره قرار گرفت، این قطعه در تیتراژ پایانی بازی ویدئویی فضای مرده ۳ مورد استفاده قرار گرفت.